# 尾西鉄道三等客車
尾西鉄道三等客車（びさいてつどう　さんとうきゃくしゃ）は、尾西鉄道が新製した木造二軸三等客車。

## 概要
尾西鉄道が開業に合わせて日本車輌製造及び月島工場で新製した木造車体の客車である。当初は下等客車とされたが、三等客車に改称されている。
1897年（明治30年）に8両を新製、その後1897年（明治32年）以降に増備された。形式は子・寅・辛・牛・丁・壬・辰と干支にちなんだ名称がつけられているが、詳細は不明。また、尾西鉄道では三等客車には用途を表す記号として「は」をつけており、は1 - は6・は10 - は16の14両が製造されたという。
これらのうち、は13・は14は二等三等合造車に改造され、ろは13・ろは14に、は2・は10・は11・は15・は16は制動機が取り付けられ、はへ2・はへ10・はへ11・はへ15・はへ16に改称している。
1925年（大正14年）に（旧）名古屋鉄道が尾西鉄道を買収した際、12両が同鉄道に移動したが、同年中に廃車された。

## 主要諸元
図面（博物館明治村所蔵）ではヤード・ポンド法で表示されている。
- 全長：26ft7in（約8,100mm）
- 全幅：8ft3in（約2,500mm）
- 全高：11ft9in（約3,600mm）
- 自重：5.0t
- 乗員：65人